# Bracia Krzemińscy
Bracia Krzemińscy, Władysław Krzemiński (ur. 16 sierpnia 1871 w Radomiu) i Antoni Krzemiński (ur. 3 kwietnia 1882 w Dąbrówce Nadgórnej k. Radomia) – filmowcy, pionierzy polskiej kinematografii, założyciele pierwszego kina w Polsce.

## Życiorys

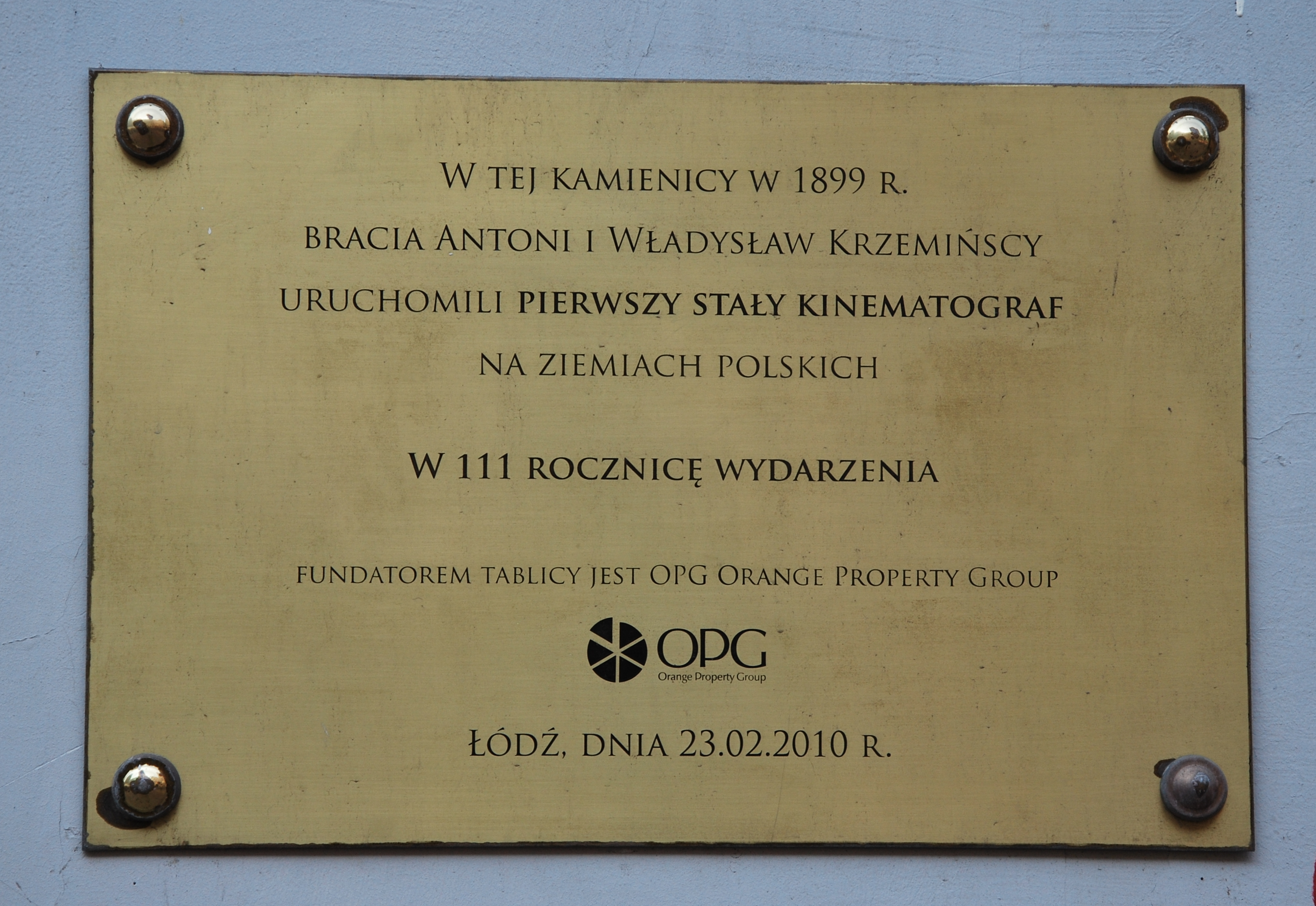
Tablica na Piotrkowskiej 120 w Łodzi upamiętniająca otwarcie kina

Władysław i Antoni pochodzili ze zubożałej szlachty herbu Prus III. Ich rodzicami byli Stanisław i Tekla z Kędrów. Starszy z braci, Władysław urodził się w Radomiu 16 sierpnia 1871 roku. Natomiast młodszy urodził się 3 kwietnia 1882 roku  koło Radomia, w Dąbrówce Nadgórnej.  Przygoda braci z kinem zaczęła się, gdy Władysław podczas swoich podróży po świecie zainteresował się kinematografem braci Lumière. We wrześniu 1899 roku w Łodzi przy ulicy Piotrkowskiej 17, bracia Krzemińscy otworzyli przedsiębiorstwo rozrywkowe pod nazwą „Gabinet Iluzji”. Prezentowano tam efekty świetlne i przeźrocza z zakresu astronomii oraz przeźrocza krajoznawcze. Braciom udało się sprowadzić z zagranicy projektor do wyświetlania filmów oraz 18 filmików, dzięki czemu mogli urozmaicić swoje pokazy. Po skompletowaniu aparatów i rekwizytów, wynajęli lokal przy ul.Piotrkowskiej 120 w Łodzi i pod tym adresem w grudniu 1899 roku uruchomili pierwsze kino w Polsce.
Łódzcy widzowie mogli oglądać takie obrazy jak: pociąg wjeżdżający na stację, łyżwiarz na lodzie, baletnica. Jeden seans trwał około 50 minut i składał się z 4 filmów.

### Kino wędrowne
W celu poszukiwania nowych widzów, bracia Krzemińscy zaczęli prowadzić kino wędrowne.
W kwietniu 1900 roku, kino z Łodzi zostało przeniesione do budynku cyrkowego w Radomiu. Przez miesiąc cieszyło się ono ogromnym zainteresowaniem oraz entuzjazmem publiczności.
Następnie kino zawędrowało do Częstochowy. Przy Alei Najświętszej Maryi Panny 65 zbudowano specjalny, drewniany budynek. Miał on 30 metrów długości i 20 metrów szerokości. Budynek był podzielony na dwie części: jedna z nich służyła jako wejście i poczekalnia, a druga pełniła rolę sali kinowej. W sali kinowej znajdowała się scena z ekranem oraz widownia dla publiczności. 20 maja 1900 roku pierwsze kino ruszyło. Bracia postanowili zostać w Częstochowie do 15 sierpnia. W tym czasie spaliła się wieża w klasztorze jasnogórskim, co spowodowało przypływ nowych widzów (ze względu na pielgrzymki do klasztoru). We wrześniu Krzemińscy przenieśli się do Włocławka, gdzie również odnieśli ogromny sukces.
W listopadzie tego samego roku, bracia Krzemińscy wrócili do Łodzi i ponownie zajęli lokal przy ulicy Piotrkowskiej 17. Urządzono tam kino „Biograf”. Pokazy trwały 45 minut, a prezentowane filmy były dłuższe.
W 1901 roku, bracia sprowadzili z Ameryki nowy aparat do projekcji filmów, który nie rwał taśmy i sam zwijał ją na szpulę. Dodatkowo obraz był jaśniejszy, bardziej wyraźny i bez drgań, co spodobało się łodzianom. Podczas sierpniowej podróży do Paryża, Władysław zakupił kolejny projektor wraz z dodatkowymi filmami. Na Nowym Rynku pod numerem 4 w Łodzi Krzemińscy otworzyli „Teatr żywych fotografii”.
Od lutego 1902 do 1908 roku Antoni oraz Władysław odwiedzili m.in.: Tomaszów Mazowiecki, Zduńską Wolę, Sieradz, Piotrków, Częstochowę, Dąbrowę Górniczą, Sosnowiec, Kielce, Tulę, Kaługę, Kursk, Jelec, Woroneż, Mogilowo Dźwińsk, Perm, Jekaterynburg, Czelabińsk, Złatouście, Ufę, Samarę, Archangielsk, Omsk, Tomsk, Krasnojarsk, Irkuck Penzę, Baku, Tyflis, Pietrowsk, Derbent i Grozne.

### Częstochowa
Po wielu latach wędrówek, w 1909 roku bracia Krzemińscy osiedli w Częstochowie, gdzie podjęli się zorganizowania kinematografu na terenie Wielkiej Wystawy Przemysłu i Rolnictwa, która odbyła się w sierpniu i wrześniu tego samego roku. Otworzyli również „The Royal Palace”.

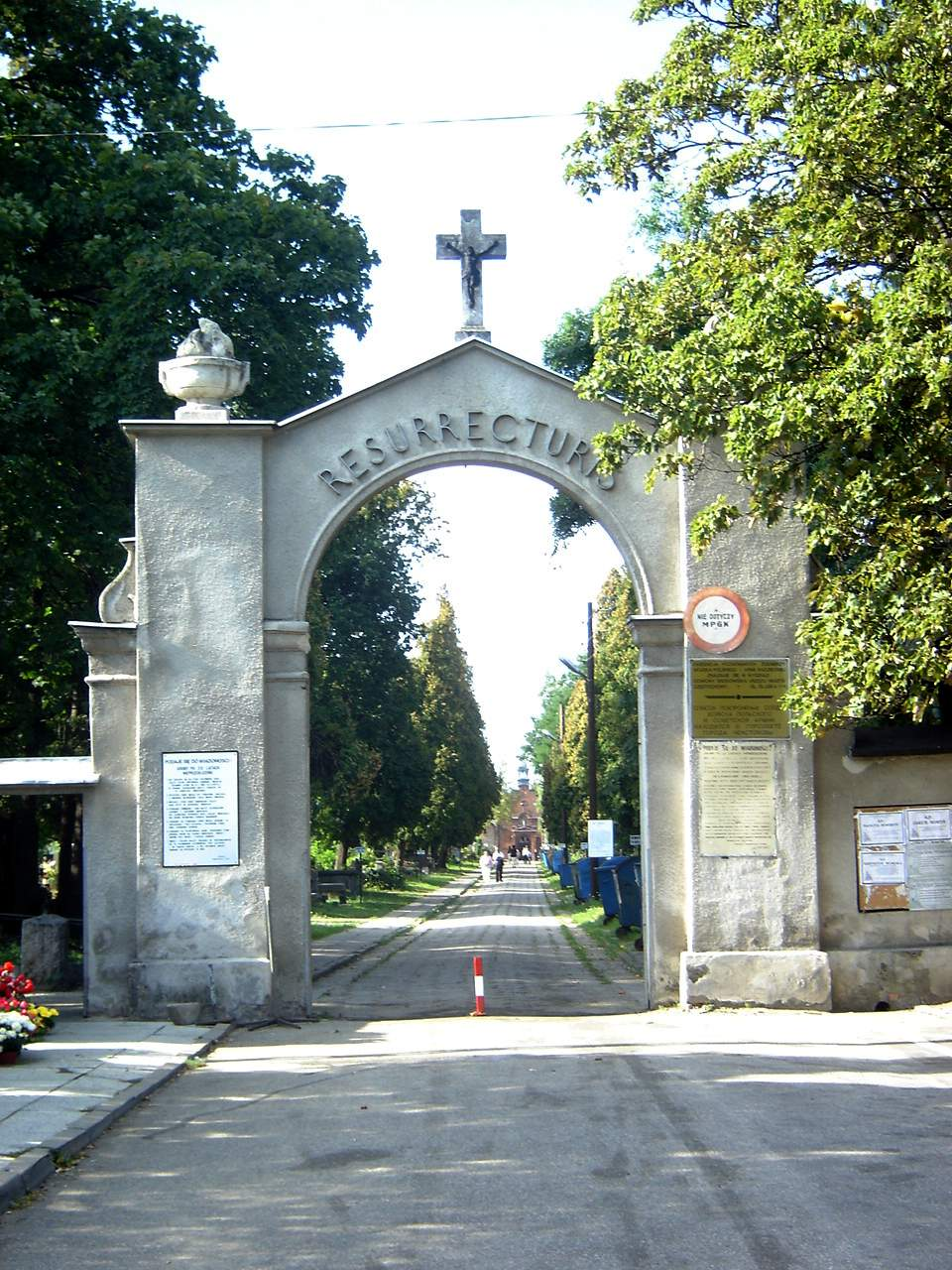
Główna brama cmentarza

W październiku, mieszcząc się w Alei NMP pod numerem 43, otworzyli kino o nazwie „Odeon”, które reklamowało się w prasie jako „Najstarsze”. W 1912 roku otworzyli kino „Urania”, a w sezonie letnim urządzali seanse w ogrodzie Wolberga.  W 1916 roku kino „Odeon” zostało przeniesione do nowego lokalu przy tej samej Alei, lecz pod numer 27, gdzie działało do 1933 roku, po czym zostało zlicytowane za długi.
W 1928 roku Władysław i Antoni Krzemińscy uczestniczyli w zjeździe właścicieli kinoteatrów województwa kieleckiego, który zorganizowany został w "Odeonie". Powołano wtedy Wojewódzki Związek Kinoteatrów, który na celu miał wspieranie krajowej produkcji filmowej. W skład komisji zostali wybrani: Krzemiński, Wrzosek i Ostrowski z Sosnowca, Bilski z Kielc, Malewski z Dąbrowy, Zaleski z Sandomierza i Przygoda z Wierzbnika.
Mieszkańcy Częstochowy pochodzenia żydowskiego pomogli otworzyć kino „Eden”, które zlokalizowane było przy Alei NMP 12. Kino to działało od 1933 roku do 1939 roku. Po wojnie „Eden” został przemianowany w „Tęczę”, której kierownikiem został Antoni Krzemiński.
Władysław Krzemiński zmarł 29 grudnia 1942 roku, natomiast Antoni Krzemiński 1 kwietnia 1955 roku. Obaj zostali pochowani na częstochowskim cmentarzu na Kulach. Na ich nagrobkach zostały wyryte napisy „Pionier Kinematografii”.